# Lobelia lithophila
Lobelia lithophila är en klockväxtart som beskrevs av Senterre och Cast.-campos. Lobelia lithophila ingår i släktet lobelior, och familjen klockväxter. Inga underarter finns listade i Catalogue of Life.